# Стробъри Суичблейд
„Стробъри Суичблейд“ (Strawberry Switchblade) е британска ню уейв и поп група, създадена през 1981 г. в Глазгоу, Шотландия. Групата е позната със своя сладък и уникален звук, включващ плътни хармонии и синтезаторни аранжименти.

## История
„Стробъри Суичблейд“ е създадена от Роуз Макдоуъл и Джил Брайсън през началото на 80-те години на XX век. Групата бързо привлича вниманието на музикалния свят със своя уникален стил и визуален облик. През 1983 г. издава своя първи сингъл Trees and Flowers, който получава положителни рецензии от критици.
През 1985 г. „Стробъри Суичблейд“ издава своя единствен студиен албум със същото име, който включва хитове като Since Yesterday и Let Her Go. Албумът постига успешен комерсиален успех и групата става популярна във Великобритания и други страни.
Въпреки успеха „Стробъри Суичблейд“ се разпада през 1986 г. след проблеми със записването на втория си албум. Роуз Макдоуъл продължава солова кариера, а Джил Брайсън се оттегля от музикалната индустрия.

## Дискография

### Студийни албуми
- Strawberry Switchblade (1985)

## Членове
- Роуз Макдоуъл – вокали, китара, клавири
- Джил Брайсън – бас китара, беквокали